# Козак, Тарас Романович
Тарас Романович Коза́к (род. 6 апреля 1972, Сокольники, Львовская область) — украинский политик, народный депутат VIII созыва от партии «Оппозиционный блок» (№ 14 в избирательном списке) с 27 ноября 2014 по 29 августа 2019 года. Был членом комитета Верховной Рады по вопросам налоговой и таможенной политики. С 29 августа 2019 года — народный депутат Украины от партии Оппозиционная платформа — За жизнь, член комитета по вопросам финансов, налоговой и таможенной политики. Как «пешка ФСБ в Украине» и «агент дезинформации» находится под санкциями США, Канады и других стран

## Биография
Окончил Львовский сельскохозяйственный институт, экономический факультет (1990—1995), экономист, «Бухгалтерский учёт, контроль и анализ хозяйственной деятельности»; Львовский национальный университет имени Ивана Франко, юридический факультет (1995—1999), «Правоведение». В 2001 году защитил кандидатскую диссертацию, получил звание кандидата экономических наук.
С 1993 года — старший государственный налоговый ревизор-инспектор, начальник оперативно-контрольного отдела, заместитель начальника — начальник управления оперативного контроля Государственной налоговой инспекции г. Львова.
С 1998 года — заместитель председателя — начальник управления оперативного контроля и предотвращения нарушений в сфере деятельности субъектов предпринимательства, с 2001 по 2003 год — первый заместитель председателя Государственной налоговой администрации во Львовской области.
С 2003 по 2004 год — начальник Западной региональной таможни.
С 2004 года — заместитель Председателя Государственной таможенной службы Украины — начальник Западной региональной таможни.
С 2005 по 2010 год — заместитель Председателя Государственной таможенной службы Украины.
Депутат Львовского областного совета (2010—2014).
Заместитель Председателя общественной организации «Центр правового государства». Председатель правления ЧП «Прайвет Канселер».
Владелец телеканалов «NewsOne», «ZIK» и «112 Украина» через медиахолдинг «Новости».
2 февраля 2021 года РНБО по рекомендации Верховной Рады и СБУ ввело персональные санкции в адрес Тараса Козака и его телеканалов «NewsOne», «ZIK» и «112 Украина» из-за финансирования принадлежащих ему компаний Россией через экономические отношения с ОРДЛО (покупка угля). Ночью со 2 на 3 февраля украинские провайдеры начали отключать телеканалы Козака, Министерство культуры обратилось в YouTube с просьбой закрыть каналы трёх телекомпаний. Санкции в отношении каналов Козака получили поддержку со стороны ЕС, США, Великобритании и Канады.
11 мая 2021 года в отношении Тараса Козака и Виктора Медведчука было возбуждено дело о государственной измене.
28 февраля 2021 года Президент Украины Владимир Зеленский подписал санкции против двух телеканалов «Первый независимый» и UkrLive, принадлежащих Козаку. 20 января 2022 года санкции в отношении политика ввели США.
После начала российского вторжения уехал из Украины.
10 января 2023 года был лишён гражданства Украины Владимиром Зеленским.
13 января 2023 года Верховная Рада, конституционным большинством лишила мандата Козака.

## Имущество
Козаку принадлежит двухэтажное имение в Сокольниках во Львовской области, во Львове контролирует нежилые помещения. ЖК в центре Львова заселён семьёй Козаков — там у них три квартиры и четыре паркоместа.
Согласно расследованию программы «Схемы. Коррупция в деталях» и Центр по исследованию коррупции и организованной преступности от января 2021 года, жены Виктора Медведчука и Тараса Козака получили 42 % акций российского Новошахтинского завода нефтепродуктов примерно за $40 тыс. долл. 27 февраля 2014 года, в день начала захвата россиянами Крыма. В апреле 2021 года единственным владельцем НПЗ стал российский строительный подрядчик ПЕТОН.
Согласно расследованию «Бигус.инфо», мама политика владеет рестораном «Встреча» во Львове и компанией, на которую записана часть здания, где находится ресторан; домом и землёй в селе Навария во Львовской области, землей в селе Ясеница-Замковая, две квартиры в Киеве и является совладелицей компании «Озеро», возведшей комплекс «Навария-Нова».

## Санкции
20 января 2022 года Козак попал в санкционный список США за «содействие России в дестабилизации Украины» введённый против лиц которые «действуют по указаниям российской ФСБ и поддерживают управляемые из России операции влияния». По данным США, в 2020 году, Козак сотрудничал с агентурой ФСБ и поддержал план ФСБ «очернить» людей из окружения Владимира Зеленского, обвинив их в провале борьбы с эпидемией коронавируса. Кроме того Козак использовал свои медиаресурсы для продвижения дезинформации о президентских выборах в США.
24 февраля 2022 года, Козак включён в санкционный список Канады «украинских агентов дезинформации» за «создание условий и поддержку неспровоцированного и неоправданного вторжения России в Украину».
По аналогичным основаниям находится под санкциями Украины, Австралии и Новой Зеландии.

## Награды
- Заслуженный экономист Украины (2004)[25].
- Почётный работник налоговой службы (2000).
- Награждён орденом «За заслуги» III степени (2002)[26]
- Орден Почёта (23 июня 2009, Молдавия) — в знак глубокой признательности за вклад в развитие и углубление молдо-украинских отношений[27].